# Banua Luhu
Banua Luhu is een bestuurslaag in het regentschap Tapanuli Utara van de provincie Noord-Sumatra, Indonesië. Banua Luhu telt 1530 inwoners (volkstelling 2010).